# Maria Odila Leite da Silva Dias

Maria Odila Leite da Silva Dias recebendo o título de professora emérita da Universidade de São Paulo.

Maria Odila Leite da Silva Dias (São Paulo, 21 de abril de 1940) é uma historiadora e professora universitária brasileira. É considerada uma das maiores historiadoras do Brasil.

## Biografia
Maria Odila Leite da Silva Dias nasceu em 21 de abril de 1940, sendo filha de Cândido Lima da Silva Dias e Odila Leite Ribeiro. Conviveu, junto a seus três irmãos, com uma casa de constante debate acadêmico. Seu pai era matemático e professor universitário, sendo fundador do Instituto de Matemática da Universidade de São Paulo. A casa de seus país, em São Paulo, era ponto de encontro de grandes intelectuais, como Maurício Peixoto, Leopoldo Nachbin, Pierre Chaunu, entre outros.
Pelos estudos de seu pai, acompanhou-o constantemente em viagens ao exterior. Dos 7 aos 9 anos morou em diversas cidades da Inglaterra e dos Estados Unidos da América. Passou um ano em Cambridge, um ano em Chicago, e seis meses em Princeton. Nesse ambiente conheceu importantes pesquisadores, como Albert Einstein. Afirma que, embora não soubesse quem era aquele senhor, sempre prestava atenção quando ele passava, já que seu pai dizia que ele era o cientista mais importante do mundo. Retornando ao Brasil, estudou no Liceu Pasteur, um colégio de ensino francófono.
Concluidos seus estudos iniciais, desejou cursar Filosofia. Seu pai, todavia, a desiludiu, lembrando-a que o curso era, ainda, muito machista. Decidiu optar pela História, cursando-a na Universidade de São Paulo, visto que já havia a presença de mulheres historiadoras. Graduou-se em uma História em 1961. Pouco depois, aos 21 anos, tornou-se assistente de Sérgio Buarque de Holanda, na cadeira de História da Civilização Brasileira. Nutriu uma profunda amizade com o autor de Raízes do Brasil, sendo frequentadora de sua casa. Ele tornar-se ia orientador de seu mestrado, concluido em 1965, e de seu doutorado, em 1972.
Sua tese de doutorado, Robert Southey, historiador do Brasil, também contou com a orientação de Maria Thereza Schorer Petrone, e de Charles Boxer, durante um periodo sanduíche na Inglaterra. Por essa tese, tornou-se uma referência na História da Historiografia Brasileira, a partir da análise desse naturalista.
Durante seus estudos para o doutoramento, relacionou-se com Caio Prado Jr. Conheceu o historiador em 1968, tendo desenvolvido um relacionamento durou cerca de 5 anos. Na época ela tinha 28 e ele 60 anos. Ela conta que foi um periodo dificil, tinha acabado de gerar seu primeiro filho, divorciar-se de seu marido, e perder seu irmão, que suicidou-se. Além disso, a Ditadura Militar de 1964 aumentou seu aparelho repressivo, pela aprovação do Ato Institucional nº 5. Ocorreu nesse contexto uma demissão em massa de professores da Universidade de São Paulo, e Caio Prado Jr foi preso, sob a acusação de inflar estudantes contra o regime.
Mesmo com os esforços de Fernando Henrique Cardoso e Antonio Candido, seu companheiro permaneceu preso por 16 meses, inicialmente no Presídio Tiradentes e depois no Quartel do Exército no bairro Jaguaré. Maria Odila visitava-o todos os dias. Depois de solto, em 1971, mudaram-se para New Haven, onde realizou um pós-doutoramento e estágio na Universidade Yale, a convite de Richard Morse. Entre 1976 e 1990 viveu entre Austin e São Paulo, lecionando na Universidade de Texas, a convite do professor Richard Graham, e na Universidade de São Paulo.
Entre 1984 e 1990 prestou acessoria à Fundação Carlos Chagas, no âmbito dos Concursos de Dotações para Pesquisas sobre Mulheres. E foi membra da Comissão Ford, para a mesma temática. Todas essas participações conjuntamente a seus cargos de professora na Universidade de São Paulo (1962 - 1995) e na Pontifícia Universidade Católica de São Paulo (1996 - 2013).
Foi agraciada com o título de professora emérita da Universidade de São Paulo, em 13 de setembro de 2013.

## Contribuição
Foi fundadora do Instituto de Estudos Brasileiro (IEB). Atuou como diretora do Museu Paulista.

### Estudos de gênero
Seus estudos em História das relações de gênero são fundadores do campo de estudo no Brasil. Seu artigo, Mulheres sem história, publicado na Revista de História, em 1983, desenvolvido a partir de sua tese de livre-docência Anna Gertrudes Jesus, mulher da terra, é um dos primeiros a discutir o apagamento das mulheres na história da urbanização da cidade de São Paulo.

Sua tese trata das mulheres pobres, na urbanização da cidade de São Paulo, que viviam “nas fímbrias da escravidão e do trabalho livre”, sob uma “organização de sobrevivência”. Mesmo as mulheres tendo sido “presença ostensiva” em São Paulo, no processo de urbanização durante o século XIX, elas não figuravam nos estudos históricos sobre o período. Ela argumenta que o espaço social de “desordem e confusão” em que essas mulheres viveram é revelador de confusões mais fundas entre as esferas públicas e privada, herdadas da escravidão e constitutivas do Estado brasileiro.
"Silva Dias não foi a primeira historiadora brasileira que investigou a experiência de mulheres no passado. Ela foi, contudo, a primeira historiadora brasileira que investigou as mulheres pobres a partir de seu cotidiano, da cultura popular, das lutas e negociações miúdas e corriqueiras. Ela foi assim, a primeira historiadora a unir o “novo objeto” com a “nova abordagem” e ainda se apoiando em trabalhos empíricos e quantitativos".
Outra notória contribuição para a historiografia dos estudos de gênero se deu quando em 1994 apresentou no Colóquio Internacional "Formação, Pesquisa e Edição Feministas na Universidade" o trabalho "Novas subjetividades na pesquisa histórica feminista: uma hermenêutica das diferenças". Nesta obra, criticou diretamente abordagens como as de Michelle Perrot e Georges Duby, classificando-as como lineares em antiquadas e que envolvem categorias de dominação. Além disso, propôs a utilização de um novo prisma para a análise das relações do cotidiano contrapondo a ideia de um sujeito masculino universal.
Nesse sentido, a estruturação de sua pesquisa sugere uma reavaliação dos processos de subjetividade e uma crítica da identidade e da racionalidade. Sua obra envolve uma constante desconstrução da história das mulheres, utilizando de novas abordagens histórico-filosóficas, como nos trabalhos de Foucault e Derrida. Sendo assim, sua análise contrapõe as totalidades universais defendidas pela filosofia iluminista e propõe o desenvolvimento de novas perspectivas e teorias para considerar natureza histórica do conhecimento e a importância das mulheres dentro deste processo.

### Revista de Estudos Feministas
Foi fundadora da Revista de Estudos Feministas, junto a intelectuais de peso como Lena Lavinas, Bila Sorj, Maria Luiza Heilborn, Heloisa Buarque de Holanda, Albertina de Oliveira Costa, Maria Lucia Barros Mott, Mary Castro Garcia, entre outros.

### "Interiorização da Metrópole"
O conceito de "Interiorização da Metrópole," proposto por Maria Odila Leite da Silva Dias, em sua obra de mesmo nome, se diferencia das interpretações historiográficas anteriores que presumiam uma ruptura político-administrativa no processo de independência do Brasil. Segundo a historiadora, esses vícios de interpretação europeizantes aplicavam equivocadamente características das revoluções burguesas europeias à realidade brasileira, com um apego à imagem de uma colônia contra metrópole e uma suposta consciência nacional atribuída ao processo independentista.
Maria Odila Leite da Silva Dias destaca a continuidade das estruturas coloniais dentro do território brasileiro, em vez de uma mudança abrupta, oferecendo uma perspectiva mais integrada sobre a formação da nacionalidade brasileira. Para tanto, ela descreve o processo pelo qual a estrutura administrativa e econômica de Portugal foi transplantada para o Brasil durante a transição do período colonial para o Império. Esta perspectiva é fundamental para entender a formação da nacionalidade brasileira, que não resultou de um movimento revolucionário nacionalista, mas de conflitos internos em Portugal e da necessidade de manter a estabilidade social e econômica das elites coloniais.
A chegada da família real portuguesa ao Brasil em 1808 e a abertura dos portos consolidaram a centralização administrativa e reforçaram os laços entre as elites locais e a coroa portuguesa. Isso permitiu a continuidade das estruturas coloniais, garantindo privilégios às classes dominantes brasileiras que temiam a possibilidade insurreição, como foi o caso do Hati. Esse arranjo resultou, consequentemente, na manutenção das desigualdades sociais e regionais, já que a centralização beneficiou principalmente o Centro-Sul em detrimento de outras regiões do país. Nesse sentido, Maria Odila argumenta que a independência do Brasil foi menos um movimento de libertação nacional e mais uma adaptação das estruturas coloniais às novas circunstâncias políticas. A interdependência entre o Brasil e Portugal, mesmo após a independência formal, evidencia como o processo de interiorização da metrópole atuou na formação do Estado brasileiro perpetuando as estruturas coloniais.

### Orientação
Maria Odila é uma das maiores historiadoras do Brasil. Tendo constituído campos de estudo e revolucionado as bases da historiografia nacional, ela foi responsável por orientar e inspirar uma geração de novos historiadores. Dentre seus importantes orientandos, podemos citar Joana Maria Pedro, Nicolau Sevcenko, Junia Ferreira Furtado, entre outros.

## Produção

### Obras
- A interiorização da metropole e outros estudos. São Paulo: Alameda, 2005.[9]
- Quotidiano e Poder: Ana Gertrudes de Jesus. São Paulo: Brasiliense, 1984. Com duas edições, e tradução para o inglês.
- O fardo do homem branco: Robert Southey, historiador do Brasil. São Paulo: Nacional, 1974.
- André Rebouças: Diário de Guerra do Paraguai. São Paulo: Universidade de São Paulo, 1973.

### Principais artigos
- Corpo, natureza e sociedade nas minas, 1680-1730. Projeto História (PUCSP), 2002.
- Novas subjetividades na pesquisa histórica feminista: uma hermenêutica das diferenças. Estudos Feministas, 1994.
- Mulheres sem história. Revista de História, 1983.
- A Interiorizacao da Metropole. 1822: dimensões, 1972.